# Protea paludosa
Protea paludosa är en tvåhjärtbladig växtart. Protea paludosa ingår i släktet Protea och familjen Proteaceae.

## Underarter
Arten delas in i följande underarter:
- P. p. kolweziensis
- P. p. paludosa
- P. p. secundiflora